# Margarete Dessoff
Emma Margarete Dessoff (11 juin 1874 – 27 novembre 1944) est une cheffe de chœur et enseignante de chant allemande.

## Biographie

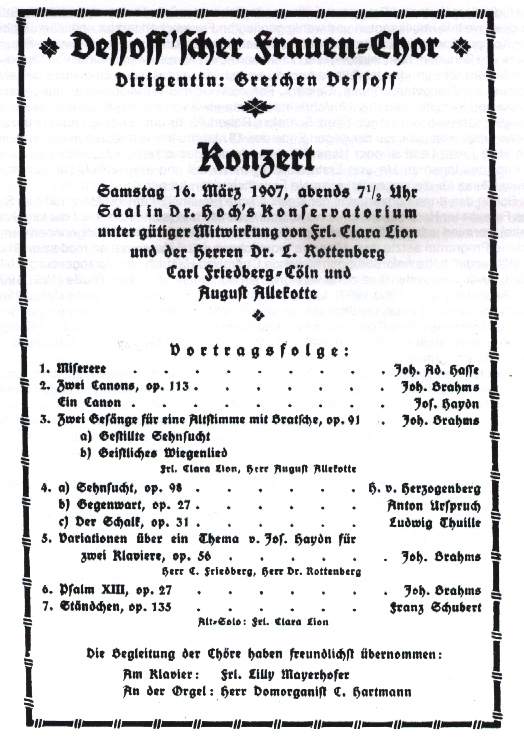
Affiche du premier concert de la chorale Dessoff'schen Frauenchors à Francfort le 16 mars 1907.

Margarete Dessoff naît le 11 juin 1874 à Vienne, où son père, Felix Otto Dessoff, est maître de chapelle à l'opéra de la cour depuis 1860. À l'âge de six ans, elle quitte Vienne pour Francfort, après que son père y a été nommé maître de chapelle à l'opéra de la ville. Elle y étudie le chant d'abord avec Jenny Hahn, une élève de Jules Stockhausen, puis, au Conservatoire Hoch, avec Marie Hanfstängl (en) et Gustav Gunz (de). Selon Sabine Fröhlich, sa voix est gâchée par les cours de chant, ce qui la pousse à s'orienter vers la direction de chorale. Elle fonde une chorale féminine de 35 chanteuses, qui donne son premier concert à Francfort le 16 mars 1907. Cette chorale interprète des œuvres spécialement écrites pour des chœurs féminins, telles celles de Johannes Brahms, qui n'étaient jusque-là pas données en concert,. Margarete Dessoff forme à compter de 1912 la Frankfurter Bachgemeinde et le Frankfurter Madrigal-Vereinigung, une formation de seize chanteuses, tout en donnant des cours au conservatoire de Francfort,. Elle dirige dans les concerts les chœurs et l'orchestre avec une technique et un sentiment salués par le critique Willy Werner Göttig.
En 1922, elle s'installe à New York, où elle enseigne à partie de 1923 à l'Institute of Musical Art,. En 1924, elle forme avec Angela Diller une chorale féminine, l'Adesdi Chorus of Women's Voices,, qui interprète des œuvres composées pour des voix féminines, puis en 1928 une chorale mixte, A Cappella Singers of New York et les Vecchi Singers, une chorale consacrée à la musique de chambre. Elle est en 1926 la première femme à diriger un grand concert à New York, celui donné par la Schola Cantorum en décembre de cette année-là,. Les trois formations créées par Margarette Dessoff sont réunies à compter de 1930 sous le nom de Chœurs Dessoff (en),. Sous ce nom, la chorale interprète un répertoire allant de compositions médiévales à Friede auf Erden d'Arnold Schönberg, Golgotha de Frank Martin ou Songs of Praise and Lamentations de George Perle.
Elle se retire en Suisse en 1936, où elle décède à Locarno en novembre 1944,.